# Bohuslav Bílý
Bohuslav Bílý (* 27. prosince 1928 Praha) je bývalý český fotbalista, útočník. Jeho otcem byl ligový brankář SK Meteor Praha VIII a SK Viktoria Žižkov Jaroslav Bílý.

## Fotbalová kariéra
V československé lize hrál za AC Sparta Praha, Manet Považská Bystrica, ATK Praha, Jiskru Liberec a Slovan Teplice. Dal 32 ligových gólů. Za reprezentační B-tým nastoupil ve 2 utkáních.

## Ligová bilance
| Ročník                                     | Zápasy | Góly | Minuty | Klub                    |
| ------------------------------------------ | ------ | ---- | ------ | ----------------------- |
| Státní liga 1946/47                        | –      | 0    | –      | AC Sparta Praha         |
| Státní liga 1947/48                        | –      | 1    | –      | Bratrství Sparta Praha  |
| Celostátní československé mistrovství 1949 | –      | 6    | –      | Manet Považská Bystrica |
| Celostátní československé mistrovství 1950 | –      | 11   | –      | ATK Praha               |
| Mistrovství československé republiky 1951  | –      | 10   | –      | ATK Praha               |
| Mistrovství československé republiky 1952  | –      | 2    | –      | Ingstav Teplice         |
| Přebor československé republiky 1955       | 14     | 3    | 1260   | Jiskra Liberec          |
| 1. československá fotbalová liga 1964/65   | 4      | 0    | 298    | Slovan Teplice          |
| CELKEM                                     | –      | 32   | –      |                         |